# Bércoun skvrnitý
Bércoun skvrnitý neboli bércoun tmavý (Rhynchocyon cirnei) je druh savce z čeledi bércouni (Macroscelididae). Žije ve střední a jihovýchodní Africe. Druh byl objeven a popsán v roce 1840 německým přírodovědcem Wilhelmem Petersem během jeho cesty do Afriky. Bércouni jsou dnes považováni za vzdálené příbuzné slonů, přestože se vzhledem podobají spíš hmyzožravcům.

## Popis

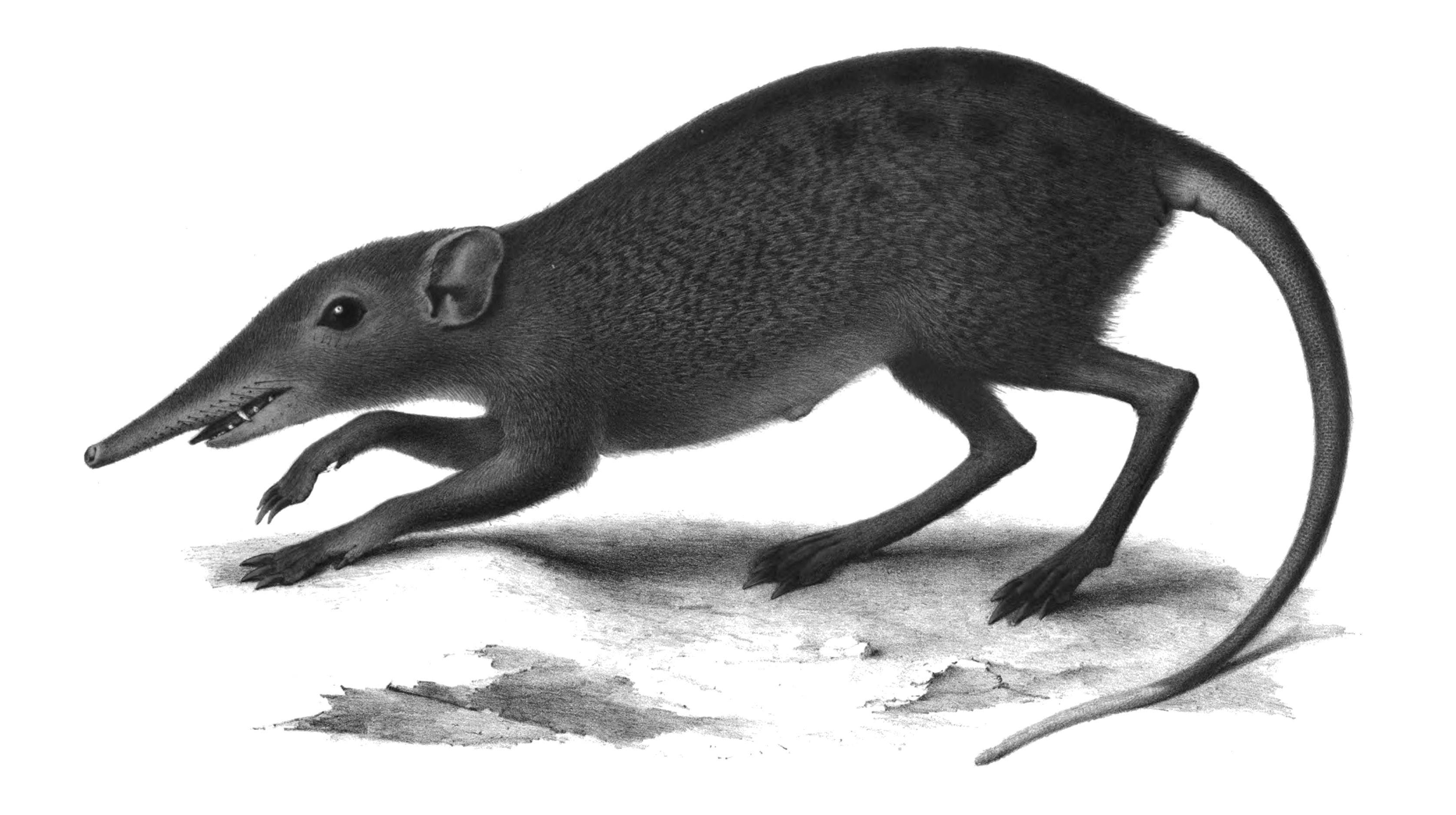
Kresba Bércouna Skvrnitého od W. Peterse z roku 1852

Bércoun skvrnitý měří 25–30 cm, kromě ocasu. Průměrná délka ocasu je mírně nad 25 centimetrů. Váží okolo 0,5 kg. Srst je obvykle středně hnědá, ale může být i béžová, tmavě hnědá až téměř černá, často se skvrnami. Záda mají barvu střídavě béžovou. Protáhlý čenich je ohebný a slouží k hledání potravy. Mají nahrbený postoj, jelikož zadní nohy jsou delší než přední. Ocas je dlouhý, tenký a zužuje se do špičky.

## Rozšíření a výskyt
Bércoun skvrnitý se vyskytuje v Demokratické republice Kongo, Malawi, Mosambiku, Tanzanii, Ugandě a Zambii a možná i v Středoafrické republice. Žije v různých typech tropických lesů, travnatých a křovinatých oblastech s dostatkem vody.

## Chování
Značkování teritoria tvoří významnou část společenského života bércounů. Mají u kořene ocasu pachovou žlázu, jejíž výměšek pro tento účel používají. Jsou teritoriální a své území si velice bojovně brání. Žijí v párech nebo rodinných skupinách a jsou poměrně hluční. Dorozumívají se pronikavými zvuky. Při jakékoli známce nebezpečí prudce sklopí ocas, což je pro ostatní signál k útěku. Jsou aktivní během dne a v noci odpočívají v hnízdě z listí, které nanosí do prohlubně v zemi.

## Potrava
Bércoun skvrnitý se živí termity, mravenci, brouky, žížalami a stonožkami. K jeho další potravě patří měkkýši, vejce, obojživelníci, ptáci. K vyhledávání potravy pod listy a v hustém podrostu používají svůj protáhlý čenich.

## Rozmnožování
Vytváří monogamní páry, jež spolu tráví celý život. Množí se čtyři až pětkrát ročně, samice je březí 40 dní a rodí asi 1 až 3 mláďata. Ty se osamostatňují po 5 až 10 týdnech. Dožívají se 4 až 5 let.